# Гончар, Виктор Иосифович
Ви́ктор Ио́сифович Гонча́р (бел. Віктар Іосіфавіч Ганчар; 7 сентября 1958, Радичево, Минская область — 16 сентября 1999, Минск) — советский и белорусский политик. Председатель Центральной комиссии Республики Беларусь по выборам и проведению республиканских референдумов (1996), Депутат 12-го Верховного Совета Республики Беларусь (1990—1996).

## Биография
Родился 7 сентября 1958 года в посёлке Радичево Слуцкого района Минской области. Окончил Белорусский государственный университет (1979), юрист. Кандидат юридических наук (1986), тема диссертации: «Внутрихозяйственный расчет в промышленности (Правовая организация)». Преподавал международное частное право в Белорусском государственном экономическом университете.
В 1986—1990 годы — доцент кафедры права Белорусского государственного института народного хозяйства, затем-начальник отдела экономико-правовой работы Госэкономплана БССР.
В марте 1990 года избран депутатом Верховного Совета БССР 12-го созыва. Сразу же показал себя как хороший оратор и квалифицированный юрист. Быстро вошел в число наиболее популярных политиков Беларуси.
3 мая 1991 назначен первым заместителем председателя Молодечненского горисполкома. Депутат Верховного Совета 12 и 13-го созыва, вице-премьер, генеральный секретарь Экономического суда СНГ.
Член Партии народного согласия (1992—1995). Отказался от предложения председателя Верховного Совета Станислава Шушкевича баллотироваться в вице-спикеры. В апреле 1994 году баллотировался в Конституционный суд Республики Беларусь, но не получил поддержки большинства депутатов. Как член Конституционной комиссии и один из руководителей рабочей группы активно добивался введения в Беларуси должности президента.
Во время президентских выборов 1994 года находился в команде Александра Лукашенко. После победы А. Лукашенко на президентских выборах назначен вице-премьером правительства Беларуси 22 июля 1994 года, за него проголосовало 258 депутатов Верховного совета, против проголосовало 5 депутатов, воздержались 9. Однако 12 декабря 1994 года был снят с должности. Журналист и политик Сергей Наумчик пересказал предполагаемые планы тогдашнего председателя комиссии ВС по законодательству Дмитрия Булахова и Виктора Гончара, согласно которым после выборов последний должен был быть назначен премьером, а Булахов — председателем Конституционного Суда; затем, когда после обвинений в нарушениях Конституции Лукашенко отстраняется от власти, Гончар избирается президентом, а Булахов возглавляет Верховный Совет.
Перешёл в открытую оппозицию к президенту РБ и вступил в Объединенную гражданскую партию, член её Политсовета (с 1995). Был избран депутатом Верховного Совета 13-го созыва. Был назначен председателем Центральной избирательной комиссии. Активно выступал против Александра Лукашенко в ходе ноябрьского референдума 1996 года. Отказался признать результаты этого референдума. В результате лишился своего поста и был заменён сторонницей Лукашенко Лидией Ермошиной.
Возглавил альтернативный Центризбирком во время альтернативных президентских выборов 1999 года. 21 июля 1999 года депутатами Верховного Совета Республики Беларусь 13 созыва, не признавшими результатов президентского референдума 1996 года, избран и. о. председателя Верховного Совета Республики Беларусь 13 созыва вместо Семёна Шарецкого, который был признан и. о. президента.

## Исчезновение

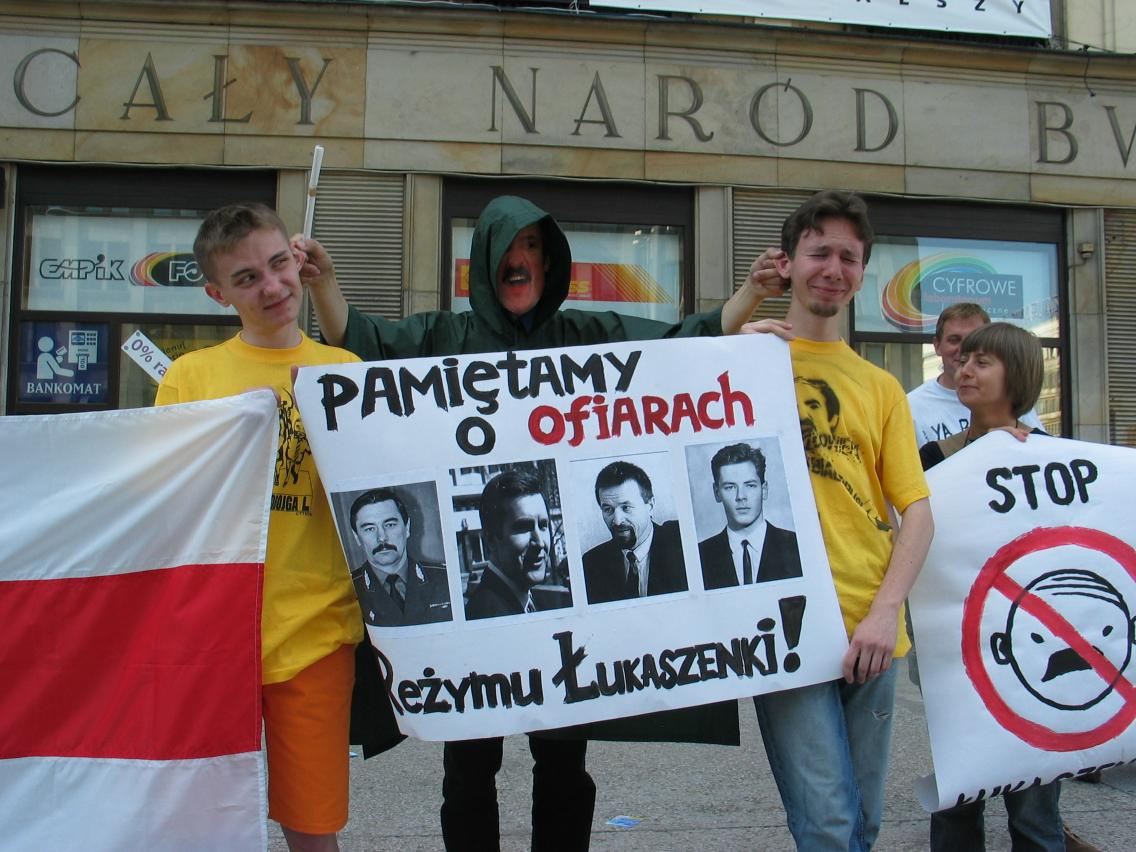
Демонстрация в Варшаве в память исчезнувших людей в Беларуси. Надпись на плакате с фотографиями «Помним о жертвах режима Лукашенко!»

16 сентября 1999 года Виктор Гончар бесследно пропал в Минске. Вместе со своим другом, бизнесменом Анатолием Красовским. Гончар возвращался поздним вечером домой после посещения бани. Чуть позже на предполагаемом месте похищения — улице Фабричной — были найдены осколки стекла автомобиля и кровь похищенных. По одной из версий был ликвидирован (похищен и убит) СОБРом (специальным отрядом быстрого реагирования) внутренних войск МВД Беларуси вместе с Анатолием Красовским как противник Александра Лукашенко.
5 декабря 2002 года суд Советского района Минска признал Гончара отсутствующим без вести. В январе 2003 года прокуратура Минска приостановила расследование уголовных дел по фактам исчезновения Юрия Захаренко, Виктора Гончара и Анатолия Красовского.
В декабре 2019 года Deutsche Welle опубликовала документальный фильм, в котором Юрий Гаравский, бывший сотрудник спецподразделения МВД Беларуси, подтвердил, что именно его подразделение арестовало, увезло и убило Юрия Захаренко и что позже оно сделало то же самое с Виктором Гончаром и Анатолием Красовским. В 2023 году Гаравский предстал перед судом швейцарского кантона Санкт-Галлен по обвинению в насильственном исчезновении Захаренко, Гончара и Красовского, но был оправдан.

## Семейное положение
Был женат, есть сын.

## Отзывы
Из книги Александра Федуты «Лукашенко: Политическая биография»:
…Виктор Гончар, бесспорно, принадлежал к числу наиболее ярких политиков, кому путь к вершинам власти в Беларуси был открыт перестройкой… В Гончара влюблялись семьями. Он был молод, хорош собой и самоуверен. Вспоминает кинорежиссёр Юрий Хащеватский: «Первоначально Гончар вызывал у меня даже раздражение. Я вообще не люблю женских истерик, а все знакомые дамы влюблялись в него истерично — не политически, а физически. Чуть позже я в полной мере оценил его прекрасную юридическую подготовку, но именно благодаря ей с Гончаром было крайне сложно работать для кино: он даже под объективом кинокамеры старался как можно точнее выбирать слова, формулировать фразы, отчего казался напряжённым, как будто палку проглотил. И лишь потом, в последний период нашего общения, я увидел его обаятельную улыбку и ощутил его несомненную харизму. Это была харизма человека яркого, решительного, ясно знающего, чего он хочет от жизни».